# Guy Deniélou
Guy Deniélou, né le 14 juin 1923 à Toulon et mort le 12 décembre 2008 à Chabeuil, est un officier de marine, ingénieur chercheur au CEA, qui fut président-fondateur de l'université de technologie de Compiègne (UTC).

## Études

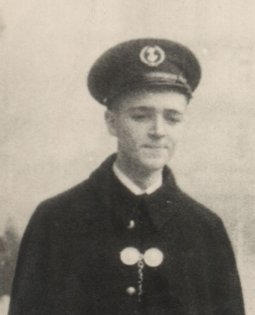
Guy Deniélou en uniforme de marin en 1941.

Après des études secondaires classiques, les études de Guy Deniélou sont considérablement troublées par la guerre.
Sa préparation à l'École navale est interrompue le 15 juin 1940  où, le jour de ses 17 ans, il s'engage dans la Marine comme matelot de seconde classe pour gagner l'Angleterre ou Dakar. Cette équipée est interrompue à la bataille de Mers el-Kébir le 3 juillet 1940 qu'il vit à bord du Commandant Teste. Rentré en France via Bizerte, il prépare à nouveau l'École où il est reçu en juin 1941.
L'École navale, alors installée à Toulon, est prise par les Allemands en novembre 1942. Les élèves sont dispersés.
Guy Deniélou, vu son dossier, est désigné pour entrer à l'École polytechnique. Il doit alors passer une année à se perfectionner dans quelques matières au lycée du Parc. Les négociations entre l'armée et l'École polytechnique ayant échoué, Guy Deniélou choisit d'aller à Sciences Po où il entre en deuxième année. Sa scolarité sera interrompue par la Libération de Paris.

## Carrière militaire
Nommé chef du Corps Franc Marine, dans la région de Boulogne, Guy Deniélou participe en septembre 1944 au siège de Dunkerque dans l'armée britannique et l'armée tchécoslovaque. Il est ensuite nommé sur un dragueur de mines à La Rochelle en 1945.
En 1946 et 1947, il participe à la guerre d'Indochine, en particulier au débarquement d'Hải Phòng.
Après son mariage avec Geneviève Grangaud le 27 août 1947, Guy Deniélou est désigné pour les sous-marins où il fera carrière jusqu'en 1957. Il est tout d'abord nommé pour six mois à l'école ASM (Arme Sous-Marine) de Casablanca. Dès son retour à Toulon au printemps 1948, il est officier sur quatre bâtiments successifs : le Blaison, l'Auréole, la Créole et le Roland Morillot. En 1954, il est nommé Commandant du Saphir, puis en 1955 de l'Artemis. Les études du sous-marin nucléaire démarrant à cette époque, il s'oriente vers la technique atomique et travaille un an au service de Construction des Armes Navales de Cherbourg et suit le cours de Génie Atomique de l'Institut national des sciences et des techniques nucléaires (INSTN) à Saclay en 1956-1957.

## Carrière dans le nucléaire
Guy Deniélou est recruté par le CEA en 1959 pour mener les études du réacteur Siloé au CEN de Grenoble. En même temps, il est chargé par Louis Néel de l'enseignement de neutronique et théorie des réacteurs à l'Institut polytechnique de Grenoble.
Concepteur des réacteurs Siloé et Siloette qui eurent un grand succès, Guy Deniélou participe alors aux premières études du Réacteur à Haut Flux (RHF) franco-allemand et à la conception des réacteurs Osiris et Célestin.
Au CEN Cadarache, il est chargé de l'organisation des essais et du démarrage du réacteur Rapsodie, le premier réacteur expérimental de la filière des réacteurs rapides refroidis au sodium. Durant cette période, il est appelé comme expert pour l'AIEA au Brésil, effectue des expertises au Japon et donne des cours d'été au MIT.
En juin 1971, il est nommé Chef du Département des réacteurs à neutrons du CEA. Il dirige la conception du réacteur à neutrons rapides Phénix (précurseur de Superphénix) situé à Marcoule et inauguré en 1973.

## Université de technologie de Compiègne
En 1972, Guy Deniélou quitte le CEA pour fonder l'université de technologie de Compiègne (UTC) et le réseau des universités de technologie. Il est président de l'université de technologie de Compiègne de 1974 à 1987.
Il préside l'Association nationale de la recherche et de la technologie (ANRT) de 1980 à 1985.
Membre du Comité économique et social, maire adjoint de Compiègne, membre de la Société européenne d'énergie nucléaire, membre de la Société française d'énergie nucléaire et de l'American Nuclear Society.

## Famille
Guy Deniélou et son épouse Geneviève, née Grangaud, ont eu six enfants, 13 petits-enfants et 5 arrière-petits-enfants.

## Citations
« La technologie ? C'est le nom que prend la science quand elle a pour objet les produits et les procédés de l'industrie humaine. »

« Je ne suis pas là pour remplir des cruches, mais pour allumer des feux »

À propos de la création de l'UTC : 

« Nous essaierons de mettre un terme à la coupure absurde qui s'est instaurée entre les humanités et la science. Ici encore, le choix de la technologie est particulièrement judicieux. [...] l'objet technique est un lieu privilégié des rencontres des hommes ; il crée un langage, une culture inintelligibles aux non-techniciens et le moment vient où il ne sera plus possible de prétendre connaître l'homme sans connaître les objets qu'il construit. [...]

On essaiera d'organiser autour de la technologie les enseignements de philosophie, d'histoire ou d'économie¹. En matière d'expression française,	l'étudiant a surtout fréquenté en tant que genre littéraire la dissertation française ; il faut l'initier à ces autres genres littéraires que sont le rapport, la note, le compte-rendu, la lettre, etc. [...] il nous apparaît qu'un abord nouveau des humanités est possible à partir de la technologie et nous souhaitons en tenter l'expérience.

¹Note : L'admirable Histoire de la Technologie Chinoise publiée par M. Needham, par exemple, est tout aussi formatrice qu'un précis de politique extérieure britannique au 17e siècle. De la même manière, en philosophie, l'étude du Mode d'existence des objets techniques de M. Simondon paraît s'inscrire plus naturellement que celle de la Monadologie de Leibniz.»

## Distinctions
- Officier de la Légion d'honneur (1987)
- Officier de l'ordre national du Mérite
- Croix de guerre 1939–1945